# 南津島站
南津島站（日语：／ Minami-Tsushima eki */?）是位於愛知縣津島市東洋町，名古屋鐵道尾西線的車站。
車站位於日比野站至津島站之間。

## 歷史
- 1924年（大正13年）10月1日 - 尾西鐵道日比野站至津島站之間開設下構站。
- 1925年（大正14年）8月1日 - 在被收購後，成為名古屋鐵道尾西線車站。
- 1926年（大正15年）1月20日 - 改稱為南津島站[1]
- 1944年（昭和19年） - 車站暫停營業。
- 1969年（昭和44年）4月5日 - 車站廢除。

## 其他
- 車站遺址附近設有平交道。
- 在車站啟用當初名為「下構」，該名稱取自津島五村的「下構村」[2]。

## 相鄰車站
名古屋鐵道
尾西線
日比野站－南津島－津島

## 注腳
1. ↑  「地方鉄道駅名改称」《官報》1926年1月28日（日語）（國立國會圖書館數碼化收藏）
2. ↑  津島市HP尾張津島天王祭り由来 （页面存档备份，存于）（日語）